# 旱卡子滩哈萨克族乡
旱卡子滩哈萨克族乡（維吾爾語：سۇساتقان قازاق يېزىسى‎）是中华人民共和国新疆维吾尔自治区昌吉回族自治州玛纳斯县下辖的一个民族乡。

## 行政区划
旱卡子滩哈萨克族乡下辖以下村级行政区划单位：
闵玛社区、东岸村、头渠村、头墩台子村、十户窑子村和加尔苏瓦提村。